# Natori
Natori (名取市; -shi) é uma cidade japonesa localizada na prefeitura de Miyagi.
Em 31 de Maio de 2020, a cidade tinha uma população estimada em 79.459 habitantes em 31.748 domicílios e uma densidade populacional de 810 pessoas por km². Tem uma área total de 98,17 km².
Recebeu o estatuto de cidade a 1 de Outubro de 1958.

## Geografia
Natori está na região centro-oeste da prefeitura de Miyagi, banhada pelo Oceano Pacífico a leste. Natori está localizada nas planícies férteis do rio Natori e no delta do rio Masuda; no entanto, o rio Natori não está realmente dentro dos limites da cidade de Natori. Tradicionalmente, a área conhecida como Distrito de Natori se estendia do rio Natori no norte e no oeste. No entanto, essas regiões foram absorvidas na maior área de Sendai e não fazem mais parte de Natori.

## Cidades vizinhas

### Prefeitura de Miyagi
- Sendai
- Murata
- Iwanuma

## Clima
Natori tem um clima úmido (Köppen classificação climática Cfa) caracterizado por verões amenos e invernos frios. A temperatura média anual em Natori é de 12,6 °C. A média anual de chuvas é de 1252 mm com setembro como o mês mais úmido. As temperaturas são mais altas em média em agosto, em torno de 24,9 °C, e as mais baixas em janeiro, em torno de 1,5 °C.

## História
A área da atual cidade de Natori fazia parte da antiga província de Mutsu, e estava sob controle do clã data do Domínio de Sendai durante o período Edo, sob o xogunato Tokugawa. Em 1867, Natori chegou dentro das fronteiras da nova província de Rikuzen, que mais tarde se tornou parte da prefeitura de Miyagi. Com a criação do moderno sistema de municípios em 1 de abril de 1889, o Distrito de Natori foi formado com seis aldeias: Masuda, Higashi-Taga, Shimo-Masuda, Tatekoshi, Aishiwa e Takadate. Em 1 de abril de 1896, Masuda foi elevado ao status de cidade, assim como Higashi-Taga em 1 de abril de 1928. Em 1º de abril de 1955, as cidades de Masuda e Yuriage, e as vilas de Shimo-Masuda, Tatekoshi, Aishiwa e Takadate foram fundidas para criar a cidade de Natori, que foi elevada ao status de cidade em 1º de outubro de 1958. As fronteiras oficiais da cidade de Natori mudaram desde 1958, quando a cidade de Sendai redefine sua área para incluir distritos ao norte e oeste de Natori.

## Sismo e tsunami de Tohoku

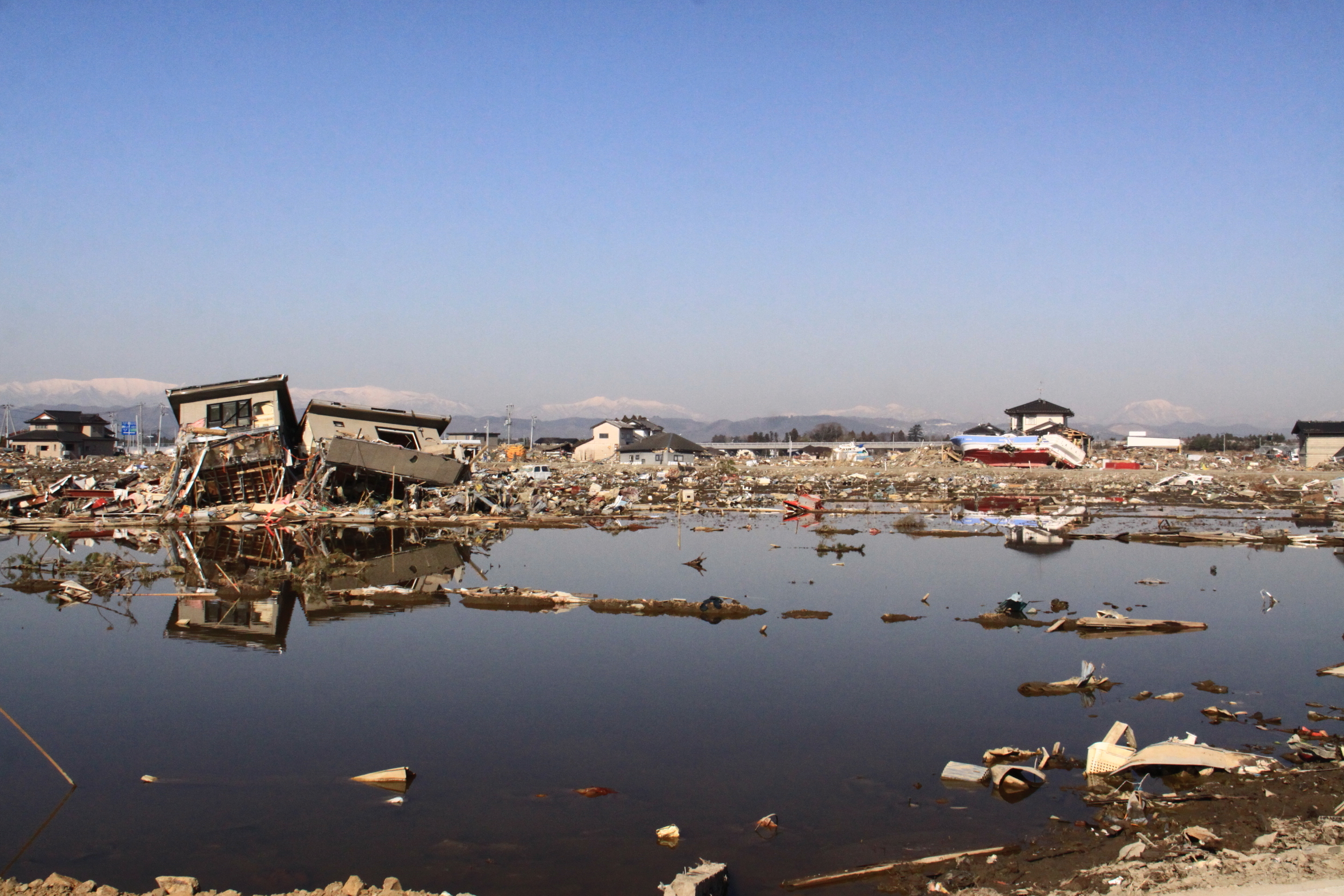
Casas destruídas e escombros gerados pelo tsunami em Natori

A cidade de Natori foi uma das mais atingidas pelo terremoto e pelo tsunami de Tōhoku ocorrido no dia 11 de Março de 2011.
Grandes porções da área costeira, incluindo o Aeroporto de Sendai, foram severamente danificados pelo tsunami.
Em 14 de março, equipes de resgate chegaram a uma área de Natori, conhecida como Yuriage e encontraram poucos sobreviventes pois grande parte da área de Yuriage foi dizimada. A população teve somente o intervalo de 30 minutos entre o terremoto e o tsunami para evacuar a região, apesar de muitos moradores tivessem tempo para escapar, as autoridades locais  disseram na época que era praticamente impossível determinar o número de vítimas. Tempos depois, houve a divulgação de que entre 900 a 11.260 pessoas morreram na cidade.
No dia 17 de Outubro de 2011, o ex-jogador de futebol, Pelé, fez uma visita a uma escola da cidade, cumprimentou e tirou fotos com as crianças, além de fazer orações as vitimas em um bairro da cidade.

## Economia
Natori tem uma economia mista. Com base em dados coletados em 2000:
- 6,4% da população de Natori trabalha nas indústrias agrícolas e na pesca comercial.
- 26,1% da população da Natori trabalha em indústrias, principalmente, na fábrica da Nikon e na fábrica da Cervejaria Sapporo.

## Transporte

### Aeroportos
- Aeroporto de Sendai

### Ferrovias
- East Japan Railway Company (JR East) - Linha Principal de Tōhoku / Linha Jōban
- East Japan Railway Company (JR East) - Linha do Aeroporto de Sendai
- Natori - Morisekinoshita - Mitazono - Aeroporto de Sendai

### Rodovias
- Via Expressa Tōhoku - Minami-Sendai IC
- Rodovia Sendai-Tōbu – Natori e Sendai Aeroporto IC
- Rodovia Sendai-Nanbu – Yamada IC
- Rota Nacional 4
- Rota Nacional 286

## Atrações turísticas
- Parque Esportivo Natori

## Cidades-irmãs
- Guararapes, Brasil
- Kaminoyama, Japão
- Shingu, Japão